# Đường sắt Thanh-Tạng
Đường sắt Thanh-Tạng (tiếng Trung: 青藏铁路 bính âm: Qīngzàng Tiělù) là một tuyến đường sắt  1.956 km kết nối hai hai Trung Quốc tỉnh Thanh Hải và Tây Tạng.
Từ ngày 1/7/2006, Trung Quốc chính thức đưa vào vận hành tuyến đường sắt cao nhất thế giới, nối thành phố Tây Ninh với vùng Lhasa.
Tuyến đường sắt lên Tây Tạng là công trình xây dựng mang công nghệ phức tạp, với đường ray đặc biệt có khả năng ổn định trong điều kiện thời tiết vô cùng khắc nghiệt. Ga đầu của tuyến đường sắt nổi tiếng này là thành phố Golmud thuộc tỉnh Thanh Hải và ga cuối là thủ phủ Lhasa của Tây Tạng.
Các toa tàu được thiết kế như khoang máy bay để bảo vệ hành khách trước độ cao quá lớn, với điểm cao nhất của công trình lên tới 5.072 mét so với mặt nước biển. Không khí bên trong được điều hòa tự động để cân bằng tại những nơi thiếu dưỡng khí mà tàu chạy qua.
Trung Quốc tuyên bố tuyến đường sắt Thanh-Tạng có tổng chi phí xây dựng 4,2 tỷ USD và dài 1.140 km này là một kỳ tích vĩ đại về công nghệ, đem lại cơ hội phát triển to lớn cho một khu vực mênh mông hùng vĩ.
Chính phủ Trung Quốc đang có kế hoạch mở rộng tuyến đường sắt cao nhất thế giới vừa được khánh thành, nhằm đưa công trình được coi là kỳ tích xây dựng này vươn tới thành phố lớn thứ hai ở Tây Tạng sau Lhasa là Xigazê.
Thành phố Xigaze cao hơn mực nước biển 3.800 mét và nằm gần biên giới với Ấn Độ. Đây là nơi ngự trị truyền thống của Ban Thiền Lạt Ma, một trong những lãnh đạo tinh thần quan trọng của Phật giáo Tây Tạng.
Xigaze còn có cách viết khác là Shigatse có dân số 80.000 người. Vùng đất này tọa lạc tại nơi hợp lưu của hai dòng sông nổi tiếng về tâm linh là Yarlong Tsangpo và Nuangchu, ở phía tây của Khu tự trị Tây Tạng.
Theo Tân Hoa xã, tuyến đường sắt sẽ được kéo dài thêm 270 km từ Lhasa tới Xigaze và hoàn thành trong vòng 3 năm. Một quan chức địa phương là Yu Yungui nhấn mạnh: "Đường sắt sẽ tạo ra cơ hội lớn cho sự phát triển kinh tế xã hội của Xigaze".
Tình trạng cách ly đặc biệt của Tây Tạng về địa lý khiến kinh tế vùng đất này nghèo nàn. Hệ thống giáo dục và tuổi thọ trung bình của người dân tại đây thấp hơn nhiều so với phần còn lại của Trung Quốc. Nhưng chính sự cách ly đó giúp bảo tồn nền văn hoá đặc trưng và lối sống không giống đâu trên thế giới này của Tây Tạng.
Sự xuất hiện của hệ thống đường sắt sẽ đem đến thay đổi dữ dội mà Bắc Kinh đánh giá là sẽ khai phá Tây Tạng, mang đến sự phồn vinh cho người dân địa phương. Nhưng những người chỉ trích công trình này thì cho rằng, nó sẽ là hồi chuông báo tử cho nền văn hoá đặc hữu của Tây Tạng.
Trước khi có đường sắt, chỉ có hai cách đến được với thủ phủ Lhasa. Đó là đáp một chuyến bay rất hao tiền để rồi dựng tóc gáy mỗi khi nó hạ cánh xuống Tây Tạng. Cách thứ hai là đi trên những chuyến xe buýt nêm chặt người và mất 3 ngày 3 đêm ròng rã trên những con đường núi nguy hiểm và tổn sức.
Nhưng rất nhiều chiếc xe như vậy cùng hành khách của nó đã kết thúc cuộc hành trình dưới một khe núi sâu nào đó có vô số trên đường.
Có nhiều ý kiến khác nhau về tác động của tuyến đường sắt đối với Tây Tạng. Nhiều người địa phương cho rằng: "Đó là một ý tưởng tốt. Nó sẽ giúp chúng tôi mang len ra thị trường dễ dàng hơn. Hiện chúng tôi phải thuê xe tải để chuyên chở, nhưng với tàu hoả nó sẽ rẻ và dễ hơn nhiều".
Tuy nhiên, các nhà môi trường học lại lo ngại về những ảnh hưởng của tuyến đường sắt đến con đường di trú của loài linh dương Tây Tạng quý hiếm. Họ cũng lo lắng cho một hệ sinh thái rất mong manh, mà một khi bị phá hỏng sẽ phải mất cả một thế hệ để sửa sai.